# Günter Birr
Günter Birr (* 6. Dezember 1948 in Haynrode) ist ein ehemaliger deutscher Fußballspieler. In den Jahren von 1971 bis 1982 war er in der zweitklassigen DDR-Liga aktiv.

## Sportliche Laufbahn
Als Jugendlicher spielte Günter Birr zunächst bei den landwirtschaftlichen Betriebssportgemeinschaften (BSG) Traktor Haynrode (1958–1960) und Traktor Großbodungen (1960–1964). Zur Saison 1964/65 wechselte er zum Fußballschwerpunkt seiner Heimatregion, dem SC Turbine Erfurt, aus dem ein Jahr später der FC Rot-Weiß Erfurt entstand. In Erfurt spielte Birr zunächst in der Junioren-Mannschaft, danach mit der 2. Mannschaft des FC Rot-Weiß, mit der er 1967 in die zweitklassige DDR-Liga aufstieg. Obwohl Birr noch bis 1969 beim FC Rot-Weiß blieb, wurde er weder in der Oberliga noch in der DDR-Liga eingesetzt. 
Während zwei kurzen Episoden zwischen 1969 und 1970 spielte Birr bei den drittklassigen Bezirksligisten Motor Hennigsdorf und der TSG Gröditz. Im Mai 1970 wurde er für 18 Monate zum Militärdienst in der Nationalen Volksarmee eingezogen und konnte in dieser Zeit bei der Armeesportgemeinschaft Vorwärts Löbau weiter Fußball spielen. In der Saison 1970/71 verhalf er den Löbauern zur Dresdner Bezirksmeisterschaft und zum Aufstieg in die DDR-Liga. Dort bestritt er bis zu seiner Entlassung aus der Volksarmee am Ende des Oktober alle acht DDR-Liga-Spiele und erzielte dabei ein Tor.
Im November 1971 schloss sich Birr dem DDR-Ligisten Energie Cottbus an, wo er bis zum Saisonende weitere vier Punktspiele bestritt, kam aber zu keinem Torerfolg. Die Spielzeit 1972/73 beendete die BSG Energie als Tabellenzweiter der Ligastaffel B. Birr war daran mit weiteren vier Ligaspielen beteiligt, wieder ohne ein Tor zu erzielen. Da der Staffelsieger BFC II nicht aufstiegsberechtigt war spielten die Cottbuser in der Aufstiegsrunde um den Aufstieg in die DDR-Oberliga, der als Tabellenzweiter gelang. Birr wurde in den acht Spielen nicht eingesetzt. Für die Oberligasaison 1973/74 wurde er zwar für das Spieleraufgebot benannt, kam aber nicht zum Einsatz. Stattdessen spielte er mit der 2. Mannschaft in der Bezirksliga Cottbus. Zur Saison 1974/75 wechselte Birr zum Lokalrivalen und DDR-Liga-Aufsteiger Lokomotive Cottbus. Dort hatte er mit 17 Liga-Einsätzen einen Stammplatz inne und erzielte drei Tore. Nach nur einer Saison stieg die Eisenbahner-Mannschaft wieder aus der DDR-Liga ab.
Um weiter zweitklassig spielen zu können, spielte Birr von der Spielzeit 1975/76 an für Stahl Finow. Sowohl in dieser Saison wie auch 1976/77 gehörte er zum Stammpersonal der Ligamannschaft, für die in den insgesamt 44 Punktspielen 34 Begegnungen bestritt und in jeder Saison ein Tor erzielte. 1977 musste Stahl Finow in die Bezirksliga absteigen, Birr hielt der Mannschaft jedoch die Treue. Es dauerte bis 1981, ehe Stahl Finow mit dem Bezirksmeistertitel wieder in die DDR-Liga zurückkehren konnte. Mit 32 Jahren bestritt Birr noch eine DDR-Liga-Spielzeit, in der er elf der 22 Spiele bestritt. Nach nur einem Jahr stiegen die Stahlwerker erneut in die Bezirksliga ab. Bis 1984 war Birr noch aktiv in der Mannschaft, übernahm aber parallel das Training. Nach Beendigung seiner Fußballerlaufbahn in Finow trainierte er die Bezirksligamannschaft noch bis zum Ende der Saison 1985/86. 
Anschließend war er von 1986 bis 1988 als Freizeitfußballer bei der unterklassigen BSG Traktor in Kruge-Gersdorf aktiv. Zur Saison 1988/89 übernahm Birr das Training des Bezirksligisten Motor Eberswalde. Er führte die Mannschaft zur Bezirksmeisterschaft, die jedoch in den Aufstiegsspielen zur DDR-Liga scheiterte. 1990 wurde die BSG Motor unter Birr wieder Bezirksmeister und erreichte diesmal den Aufstieg in die Zweitklassigkeit. Dort übernahm mit Hartmut Hoffmann ein neuer Trainer die Eberswalder Mannschaft, die inzwischen in den Verein SV Motor 1909 umgewandelt worden war. Günter Birr tauchte danach nicht wieder im höherklassigen Fußball auf. Als Fußballspieler hatte er in der DDR-Liga in sechs Spielzeiten 78 Spiele absolviert und war dabei sechsmal zum Torerfolg gekommen. 